# Українські Установчі Збори

Українська партія соціалістів-революціонерів: 153 місць
Російська соціал-демократична робітнича партія (більшовиків): 47 місць
Ліві есери: 13 місць
Єврейський національний виборчий комітет: 9 місць
Селяни Балтського повіту: 3 місця
Польські списки: 3 місця
ПСР: 2 місця
УСДРП: 2 місця
Німці: 2 місць
Ліві есери українці: 1 місце
Партія Народної Свободи: 1 місце
Партія хліборобів: 1 місце
Позапартійний блок росіян: 1 місце

Українські Установчі Збори — виборна законодавча установа, конституанта українського народу, завданням якої було затвердити новий лад і встановити конституцію української держави.

## Перебіг
Труднощі порозуміння Української Центральної Ради (УЦР) з Тимчасовим Урядом, який не погодився на повну автономію, спонукали українські політичні формації висунути ідею Українських Установчих Зборів. Вже у І Універсалі УЦР проголошувала, що тільки Всенародні Українські Збори (сейм) мають право ухвалювати всі закони, які повинні встановити порядок і лад в Україні. 6 Сесія УЦР працювала над виробленням порядку виборів до УУЗ і їх скликанням. Ухвала в справі УУЗ викликала гостру реакцію російських централістів проти УЦР, головним чином — кадетів, які на знак протесту вийшли з її складу. Згодом, у кінці вересня, проти скликання УУЗ протестували російські соціал-демократи, соціалісти-революціонери та єврейський «Бунд», уважаючи УУЗ за намагання відірвати Україну від Росії. У висліді негативної настанови національних меншостей Мала Рада ухвалила компромісову позицію, намагаючись погодити принцип самовизначення України через УУЗ з принципом єдності федеративної російської республіки, що мали визнати Всеросійські установчі збори.
12 жовтня 1917 УЦР ухвалила основи законопроєкту про вибори до УУЗ і доручила Малій Раді остаточно затвердити закон та провести вибори.
III Універсал призначав день виборів на 9 січня 1918, а день скликання — 22 січня 1918, зазначаючи, що до УУЗ законодавча влада належить УЦР. До УУЗ обирано члени на основі загального, рівного, безпосереднього і таємного голосування, з дотриманням принципу пропорційного представництва. Активне і пасивне право виборів мали особи обох статей у віці понад 20 років. Мало бути обрано 301 членів (1 депутат на 100 000 населення).
Тільки в неокупованих районах України, у яких за українськими списками подано понад 70 % усіх голосів, обрано 171 члени на всіх 301. УЦР ухвалила не відкладати важливіших справ (проголошення самостійності УНР) аж до УУЗ й у IV Універсалі зазначала, що до їх скликання сама правитиме, й наказувала закінчити вибори до УУЗ. Однак подальші події не дозволили здійснити ці настанови, й УУЗ не були скликані.

## Виборчі округи
Згідно із «Законом про Вибори до Установчих Зборів Української Народної Республіки» утворено такі виборчі округи:
- Волинська (за винятком частин, зайнятих ворогом — Володимир-Волинський та Ковельський повіт),
- Катеринославська,
- Київська,
- Полтавська,
- Подільська,
- Харківська (з прилученням Грайворонського повіту Курської губернії),
- Херсонська,
- Чернігівська (з прилученням Путивльського повіту Курської губернії),
- Острогозька (Острогозький, Валуйський, Бірюцький і Богучарський повіти Воронізької губернії та Новооскільський повіт Курської губернії),
- Таврійська (Бердянський, Дніпровський та Мелітопольський повіти Таврійської губернії).

## Головна та окружні виборчі комісії
Організація виборів покладалась на Головну комісію у справах виборів до Українських установчих зборів у складі: Михайло Мороз (голова), Павло Стефанович, Микола Радченко, Григорій Кириченко, Олександр Бутовський, Олександр Щербак. Керуючий справами — Іван Тарасенко. Розміщувалась у приміщенні Київської губернської народної управи (Київ, вул. Володимирська, 33).

Київська окружна виборча комісія: М. Мороз (голова), Павло Стефанович (товариш голови), М.И.Ейшискин (секретар), Микола Стасюк, Григорій Іванович Кириченко, Михайло Балабанов.

## Список членів Українських Установчих Зборів

### Від Катеринославської виборчої округи[2]
| Затєйщиков Онуфрій Васильович  | ПСР                                                 |
| Земляна Тетяна Петрівна        | ПСР                                                 |
| Бачинський Сергій Васильович   | блок Селянської спілки та УПСР                      |
| Кучеренко Андрій Мусійович     | блок Селянської спілки та УПСР                      |
| Іванченко Євтихій Якович       | блок Селянської спілки та УПСР                      |
| Строменко Виримій Якович       | блок Селянської спілки та УПСР                      |
| Гаценко Грицько Минович        | блок Селянської спілки та УПСР                      |
| Тищенко Семен Кирилович        | блок Селянської спілки та УПСР                      |
| Гордієнко Іван Іванович        | блок Селянської спілки та УПСР                      |
| Сайко Юхим Антонович           | блок Селянської спілки та УПСР                      |
| Кравець Лука Васильович        | блок Селянської спілки та УПСР                      |
| Корж Кузьма Олексійович        | блок Селянської спілки та УПСР                      |
| Плохій Василь Прокопович       | блок Селянської спілки та УПСР                      |
| Семенів Василь Павлович        | блок Селянської спілки та УПСР                      |
| Семергієв Іван Прокопович      | блок Селянської спілки та УПСР                      |
| Діхтяр Антон Михайлович        | блок Селянської спілки та УПСР                      |
| Швець Марко Опанасович         | блок Селянської спілки та УПСР                      |
| Малашко Михайло Васильович     | блок Селянської спілки та УПСР                      |
| Хідченко Кирило Григорович     | блок Селянської спілки та УПСР                      |
| Деміщов Василь Тимофійович     | блок Селянської спілки та УПСР                      |
| Плевако Петро Антонович        | блок Селянської спілки та УПСР                      |
| Глущенко Андрій Пилипович      | блок Селянської спілки та УПСР                      |
| Хоменко Нестор Іванович        | блок Селянської спілки та УПСР                      |
| Дмитриченко Юхим Якович        | блок Селянської спілки та УПСР                      |
| Харечко Трохим/Тарас Іванович  | блок РСДРП(б) та полку імені Отамана Орлика         |
| Лещинський Юліян Марʼянович    | блок РСДРП(б) та полку імені Отамана Орлика         |
| Каменський Абрам Захарович     | блок РСДРП(б) та полку імені Отамана Орлика         |
| Власенко Степан Наумович       | блок РСДРП(б) та полку імені Отамана Орлика         |
| Квірінг Емануїл Йонович        | блок РСДРП(б) та полку імені Отамана Орлика         |
| Гецов Семен Аронович           | блок РСДРП(б) та полку імені Отамана Орлика         |
| Шевченко Іван Калинович        | блок РСДРП(б) та полку імені Отамана Орлика         |
| Крицький Іван Якович           | блок РСДРП(б) та полку імені Отамана Орлика         |
| Єрмак Грицько Мефодійович      | блок РСДРП(б) та полку імені Отамана Орлика         |
| Варганів Василь Опанасович     | блок РСДРП(б) та полку імені Отамана Орлика         |
| Лютц Людвіг Готлібович         | список російських громадян німецької національності |
| Винниченко Володимир Кирилович | УСДРП                                               |

### Від Київської виборчої округи[3]
| Грушевський Михайло Сергійович     | Список № 1 УПСР та Селянської спілки                            |
| Севрюк Олександр Олександрович     | Список № 1 УПСР та Селянської спілки                            |
| Стасюк Микола Михайлович           | Список № 1 УПСР та Селянської спілки                            |
| Химерик Василь Феодосійович        | Список № 1 УПСР та Селянської спілки                            |
| Швець Федір Петрович               | Список № 1 УПСР та Селянської спілки                            |
| Шраг Микола Ілліч                  | Список № 1 УПСР та Селянської спілки                            |
| Степаненко Аркадій Степанович      | Список № 1 УПСР та Селянської спілки                            |
| Пирхавка Григорій Ісаєвич          | Список № 1 УПСР та Селянської спілки                            |
| Марич Микита Порфирович            | Список № 1 УПСР та Селянської спілки                            |
| Юкиш Арсен Євстратович             | Список № 1 УПСР та Селянської спілки                            |
| Салтан Микола Васильович           | Список № 1 УПСР та Селянської спілки                            |
| Ільченко Олександр Пантелеймонович | Список № 1 УПСР та Селянської спілки                            |
| Потапенко Митрофан Нечипорович     | Список № 1 УПСР та Селянської спілки                            |
| Кухар Григорій Ілліч               | Список № 1 УПСР та Селянської спілки                            |
| Марчук Михайло Федорович           | Список № 1 УПСР та Селянської спілки                            |
| Макаренко Андрій Гаврилович        | Список № 1 УПСР та Селянської спілки                            |
| Кравець Микита Онопрієвич          | Список № 1 УПСР та Селянської спілки                            |
| Рохманюк Василь Гнатович           | Список № 1 УПСР та Селянської спілки                            |
| Левицький Модест Пилипович         | Список № 1 УПСР та Селянської спілки                            |
| Шаповал Микита Юхимович            | Список № 1 УПСР та Селянської спілки                            |
| Марченко Омелько Уллянович         | Список № 1 УПСР та Селянської спілки                            |
| Тенянко Петро Володимирович        | Список № 1 УПСР та Селянської спілки                            |
| Ковалюк Микита Іванович            | Список № 1 УПСР та Селянської спілки                            |
| Христюк Павло Оникійович           | Список № 1 УПСР та Селянської спілки                            |
| Донченко Сергій Аврамович          | Список № 1 УПСР та Селянської спілки                            |
| Логвиненко Опанас Романович        | Список № 1 УПСР та Селянської спілки                            |
| Котик Євмен Степанович             | Список № 1 УПСР та Селянської спілки                            |
| Бала Михайло Павлович              | Список № 1 УПСР та Селянської спілки                            |
| Колбасюк Ісаак Федорович           | Список № 1 УПСР та Селянської спілки                            |
| Макара Мартин Федорович            | Список № 1 УПСР та Селянської спілки                            |
| Ніжник Гордій Степанович           | Список № 1 УПСР та Селянської спілки                            |
| Мізерницький Олександр Михайлович  | Список № 1 УПСР та Селянської спілки                            |
| Мальований Оксент Артемович        | Список № 1 УПСР та Селянської спілки                            |
| Присяжник Василь Адріянович        | Список № 1 УПСР та Селянської спілки                            |
| Науменко Левко Сильвестрович       | Список № 1 УПСР та Селянської спілки                            |
| Мацько Денис Макарович             | Список № 1 УПСР та Селянської спілки                            |
| Жуковський Антон Автономович       | Список № 1 УПСР та Селянської спілки                            |
| Синельник Іван Демидович           | Список № 1 УПСР та Селянської спілки                            |
| П'ятаков Юрій Леонідович           | Список № 13 РСДРП(б)                                            |
| Затонський Володимир Петрович      | Список № 13 РСДРП(б)                                            |
| Шахрай Василь Матвійович           | Список № 13 РСДРП(б)                                            |
| Сиркін Наум Соломонович            | Список єврейського національного виборчого комітету (сіоністів) |
| Маховер Йона Мойсеєвич             | Список єврейського національного виборчого комітету (сіоністів) |
| Шехтман Йосип Зейлікович           | Список єврейського національного виборчого комітету (сіоністів) |
| Шульгин Василь Віталійович         | Позапартійна спілка руських виборців                            |

### Від Полтавської виборчої округи[4]
| Ковалевський Микола Миколайович | Селянська спілка |
| Янко Олександр Петрович         | Селянська спілка |
| Степаненко Аркадій Степанович   | Селянська спілка |
| Стенька Яків Миколайович        | Селянська спілка |
| Петренко Назар Антонович        | Селянська спілка |
| Куличенко Яків Іванович         | Селянська спілка |
| С. Дяченко                      | Селянська спілка |
| невідомо                        | Селянська спілка |
| невідомо                        | Селянська спілка |
| невідомо                        | Селянська спілка |
| невідомо                        | Селянська спілка |
| Полозов Михайло                 | УПСР і ПСР       |
| Ковалів Левко                   | УПСР і ПСР       |
| Терлецький Євген                | УПСР і ПСР       |
| Смирнов Петро Дмитрович         | РСДРП(б)         |

### Від Волинської виборчої округи[5]
| Гладкий Микола Дмитрович           | список № 18 |
| Чечель Микола Флорович             | список № 18 |
| Ковалевський Микола Миколайович    | список № 18 |
| Сіверо-Одоєвський Опанас Семенович | список № 18 |
| Непомнящий Микола Михайлович       | список № 18 |
| Шумський Олександр Якович          | список № 18 |
| Гедз Іван Лазарович                | список № 18 |
| Іванів Степан Іванович             | список № 18 |
| Сумневич Федір Олександрович       | список № 18 |
| Денисенко Григорій Власович        | список № 18 |
| Ржепецький Борис Павлович          | список № 18 |
| Ткалич Іван Мехтедійович           | список № 18 |
| Троц Максим Васильович             | список № 18 |
| Ковальчук Галактіон Михайлович     | список № 18 |
| Перепелиця Степан Якович           | список № 18 |
| Гусенко Андрій Федорович           | список № 18 |
| Нагорнюк Йосип Олексійович         | список № 18 |
| Кравчук Микита Дмитрович           | список № 18 |
| Сокович Євген Олександрович        | список № 18 |
| Марцинюк Трохим Пилипович          | список № 18 |
| Колесниченко Порфирій Гитович      | список № 18 |
| Коваленко Ларивон Тимішович        | список № 18 |
| Якубович Сильвестр Іванович        | список № 18 |
| Єзерський Станіслав Йосипович      | список № 12 |
| Скоковський Михайло Дезідерович    | список № 12 |
| Маховер Йона Мусієвич              | список № 14 |
| Аронсон Шльома Янкелевич           | список № 14 |
| Затонський Володимир Петрович      | список № 18 |
| П'ятаков Юрій Леонідович           | список № 18 |
| Кост Микола Генріхович             | список № 18 |